# Oreobambos
Oreobambos là một chi thực vật có hoa trong họ Hòa thảo (Poaceae).

## Loài
Chi Oreobambos gồm các loài: